# 53. ročník udílení Zlatých glóbů
53. ročník udílení Zlatých glóbů probíhal dne 21. ledna 1996 v hotelu Beverly Hilton v Beverly Hills. Nominace byly oznámeny dne 21. prosince 1995.

## Vítězové a nominovaní

### Filmové počiny.
| Nejlepší film (drama) | Nejlepší film (komedie / muzikál) |
| --- | --- |
| Rozum a cit - Apollo 13 - Statečné srdce - Madisonské mosty - Leaving Las Vegas | Babe – galantní prasátko - Americký prezident - Chyťte ho! - Sabrina - Toy Story: Příběh hraček |
| Nejlepší herec (drama) | Nejlepší herečka (drama) |
| Nicolas Cage – Leaving Las Vegas - Richard Dreyfuss – Opus pana Hollanda - Anthony Hopkins – Nixon - Ian McKellen – Richard III. - Sean Penn – Mrtvý muž přichází | Sharon Stone – Casino - Susan Sarandon – Mrtvý muž přichází - Elisabeth Shue – Leaving Las Vegas - Meryl Streep – Madisonské mosty - Emma Thompson – Rozum a cit                                              |
| Nejlepší herec (komedie / muzikál) | Nejlepší herečka (komedie / muzikál) |
| John Travolta – Chyťte ho! - Michael Douglas – Americký prezident - Harrison Ford – Sabrina - Steve Martin – Hlava rodiny 2 – Tatínek nebo dědeček? - Patrick Swayze – Tři muži v negližé | Nicole Kidman – Zemřít pro... - Annette Bening – Americký prezident - Sandra Bullock – Zatímco jsi spal - Toni Collette – Muriel se vdává - Vanessa Redgrave – Měsíc u jezera                                 |
| Nejlepší herec ve vedlejší roli | Nejlepší herečka ve vedlejší roli |
| Brad Pitt – Dvanáct opic - Ed Harris – Apollo 13 - John Leguizamo – Tři muži v negližé - Tim Roth – Rob Roy - Kevin Spacey – Obvyklí podezřelí | Mira Sorvino – Mocná Afrodité - Anjelica Huston – Křižovatka smrti - Kathleen Quinlan – Apollo 13 - Kyra Sedgwick – Síla lásky - Kate Winslet – Rozum a cit                                                   |
| Nejlepší režie | Nejlepší scénář |
| Mel Gibson – Statečné srdce - Mike Figgis – Leaving Las Vegas - Ron Howard – Apollo 13 - Ang Lee – Rozum a cit - Rob Reiner – Americký prezident - Martin Scorsese – Casino | Rozum a cit – Emma Thompson - Americký prezident – Aaron Sorkin - Statečné srdce – Randall Wallace - Mrtvý muž přichází – Tim Robbins - Chyťte ho! – Scott Frank - Opus pana Hollanda – Patrick Sheane Duncan |
| Nejlepší filmová píseň | Nejlepší hudba |
| „Colors of the Wind“ – Vanessa Williams – Pocahontas - „Have You Ever Really Loved a Woman?“ – Bryan Adams – Don Juan DeMarco - „Hold Me, Thrill Me, Kiss Me, Kill Me“ – U2 – Batman navždy - „Moonlight“ – Sting – Sabrina - „You've Got a Friend in Me“ – Randy Newman – Toy Story: Příběh hraček | Procházka v oblacích – Maurice Jarre - Statečné srdce – James Horner - Don Juan DeMarco – Michael Kamen - Pocahontas – Alan Menken - Rozum a cit – Patrick Doyle                                              |
| Nejlepší cizojazyčný film | |
| Bídníci (Francie) - Bratr spánku (Německo) - French Twist (Francie) - Jako dva krokodýlové (Itálie) - Opiová válka (Čína) | |

### Televizní počiny
| Nejlepší televizní seriál (drama) | Nejlepší televizní seriál (komedie) |
| --- | --- |
| - Správná pětka - Pohotovost - Policie New York - Nemocnice Chicago Hope - Murder One | - Cybill - Frasier - Přátelé - Jsem do tebe blázen - Show Jerryho Seinfelda |
| Nejlepší herec v seriálu (drama) | Nejlepší herečka v seriálu (drama) |
| Jimmy Smits – Policie New York - Anthony Edwards – Pohotovost - David Duchovny – Akta X - George Clooney – Pohotovost - Daniel Benzali – Murder One                                            | Jane Seymour – Doktorka Quinnová - Gillian Anderson – Akta X - Sherry Stringfield – Pohotovost - Heather Locklear – Melrose Place - Kathy Baker – Picket Fences                                             |
| Nejlepší herec v seriálu (komedie / muzikál) | Nejlepší herečka v seriálu (komedie / muzikál) |
| Kelsey Grammer – Frasier - Paul Reiser – Jsem do tebe blázen - Tim Allen – Kutil Tim - Garry Shandling – The Larry Sanders Show - Jerry Seinfeld – Show Jerryho Seinfelda                      | Cybill Shepherd – Cybill - Helen Hunt – Jsem do tebe blázen - Fran Drescher – Chůva k pohledání - Candice Bergen – Murphy Brown - Ellen DeGeneres – Ellen                                                   |
| Nejlepší minisérie nebo TV film | |
| Obvinění: Proces s McMartinovými - Občan X - The Heidi Chronicles - Tajná služba - Truman | |
| Nejlepší herec v minisérii nebo TV filmu | Nejlepší herečka v minisérii nebo TV filmu |
| Gary Sinise – Truman - Alec Baldwin – Tramvaj do stanice Touha - Charles S. Dutton – The Piano Lesson - Laurence Fishburne – Letci z Tuskegee - James Woods – Obvinění: Proces s McMartinovými | Jessica Lange – Tramvaj do stanice Touha - Glenn Close – Tajná služba - Jamie Lee Curtis – The Heidi Chronicles - Sally Fieldová – Sama proti osudu - Linda Hamilton – Modlitba za matku                    |
| Nejlepší vedlejší herec v seriálu, minisérii nebo TV filmu | Nejlepší vedlejší herečka v seriálu, minisérii nebo TV filmu |
| Donald Sutherland – Občan X - Sam Elliott – Buffalo Girls - Tom Hulce – The Heidi Chronicles - David Hyde Pierce – Frasier - Henry Thomas – Obvinění: Proces s McMartinovými                   | Shirley Knight – Obvinění: Proces s McMartinovými - Christine Baranski – Cybill - Judy Davisová – Tajná služba - Melanie Griffith – Buffalo Girls - Lisa Kudrow – Přátelé - Julianna Margulies – Pohotovost |